# سارتل (مینه‌سوتا)
سارتل (به انگلیسی: Sartell) شهری در شهرستان استیرنز ایالت مینه‌سوتا در کشور ایالات متحده آمریکا است که جمعیت آن در سرشماری سال ۲۰۱۰ میلادی، ۱۵۸۷۶ نفر بوده‌است.